# Diazepam
Diazepam, in Deutschland von 1963 bis 2015 als Valium (in der DDR bis 1990 als Faustan) vermarktet, ist ein psychoaktiv wirksamer Arzneistoff aus der Gruppe der Benzodiazepine mit relativ langer Halbwertszeit von 20 bis 50 Stunden. Valium erreichte in der Bevölkerung einen hohen Bekanntheitsgrad – ähnlich wie Aspirin – und galt als Rosa Brille auf Rezept. Diazepam ist angezeigt zur Behandlung von Angstzuständen, zur Therapie epileptischer Anfälle und zur Prämedikation vor chirurgischen und diagnostischen Eingriffen. Da es bei einer Langzeittherapie mit Diazepam zu einer psychischen und körperlichen Abhängigkeit kommen kann, wird der Wirkstoff vorrangig in der Akuttherapie – das heißt nicht länger als vier bis sechs Wochen – eingesetzt. Diazepam hat einen hohen medizinischen Stellenwert. Es ist in der Liste der unentbehrlichen Medikamente der Weltgesundheitsorganisation (WHO) aufgeführt.

## Klinische Angaben

### Anwendungsgebiete
Neben seiner Anwendung zur symptomatischen Behandlung von akuten Spannungs-, Erregungs- und Angstzuständen wird Diazepam in der Prämedikation vor chirurgischen und diagnostischen Eingriffen eingesetzt. Ebenso findet es Verwendung als Muskelrelaxans und als Notfalltherapeutikum zur Prophylaxe und antikonvulsiven Behandlung epileptischer Grand-mal-Anfälle, zur Therapie von bei Kindern auftretenden Fieberkrämpfen. Als Schlafmittel ist Diazepam nur dann gerechtfertigt, wenn gleichzeitig die Diazepam-Wirkungen am Tage erwünscht sind.
Wegen der Gefahr einer Abhängigkeitsentwicklung sollte die Behandlungsdauer so kurz wie möglich sein. Diazepam sollte bei Patienten mit einer Abhängigkeit von Arzneimitteln, Alkohol oder anderen Drogen in der Vorgeschichte nur mit äußerster Vorsicht verwendet werden.
Weiter wird Diazepam auch intravenös (i. v.) als lebensrettendes Antidot bei Chloroquin-Vergiftungen angewendet.
In der Tiermedizin wird Diazepam zur Sedierung, zur Prämedikation von Narkosen, beim Status epilepticus, zur Appetitstimulation und bei Verhaltensproblemen eingesetzt.

### Kontraindikationen
Gegenanzeigen für eine Behandlung mit Diazepam sind im Allgemeinen Ateminsuffizienz (schwere Atembeschwerden), nächtliche Unterbrechung der Atmung (Schlafapnoe-Syndrom), schwere Leberinsuffizienz (Lebererkrankung), Myasthenia gravis (krankhafte Muskelschwäche), sowie eine Abhängigkeitsanamnese (Arzneimittel, Alkohol, andere Drogen) oder akute Intoxikation mit Alkohol, Schlaf- und Schmerzmitteln oder Psychopharmaka.

### Abhängigkeit
Diazepam kann bei regelmäßiger Einnahme bereits über einen kurzen Zeitraum insbesondere psychische, aber auch körperliche Abhängigkeit hervorrufen. Dies gilt nicht nur für die missbräuchliche Verwendung, sondern auch für den therapeutischen Dosisbereich. In Deutschland sind etwa 1,9 Millionen Menschen von Substanzen der Stoffklasse der Benzodiazepine abhängig.
Das plötzliche Absetzen der Therapie nach längerer Anwendung kann starke Entzugserscheinungen hervorrufen.

### Anwendung in der Schwangerschaft
Bei einigen Studien wurden Herzfehlbildungen, Lippen-/Gaumenspalten und komplexe andere Fehlbildungen beschrieben. Andere Studien konnten teratogene Effekte nicht bestätigen. Es liegen nicht genügend Studien über die spätere Entwicklung des Kindes vor, um darüber sichere Aussagen treffen zu können. Es liegen einzelne Fallberichte über Fehlbildungen und geistige Behinderung der pränatal exponierten Kinder nach Überdosierungen und Vergiftungen vor. Tierversuche haben Hinweise auf Verhaltensstörungen bei Nachkommen von Muttertieren, die Diazepam erhielten, ergeben.
Wird Diazepam regelmäßig im 4. bis 10. Schwangerschaftsmonat eingenommen oder in hoher Dosis vor oder während der Geburt, kann es zu schwerwiegenden unerwünschten Wirkungen beim Neugeborenen kommen.

### Wechselwirkungen mit anderen Stoffen und Anwendungsbeschränkungen
Andere auf das Gehirn wirkende Arzneimittel (zum Beispiel Beruhigungsmittel, Schlafmittel, Mittel gegen Depressionen, verschiedene Schmerzmittel, Arzneimittel gegen Anfallsleiden (Antiepileptika) oder muskelrelaxierende Mittel), ebenso gewisse Arzneimittel gegen Magen-Ulkus, Tuberkulose, Pilzerkrankungen, Asthma oder zur Alkoholentwöhnung und Diazepam können einander unter Umständen beeinflussen. Diazepam wird über das Cytochrom-P450-Enzymsystem (u. a. CYP 3A4) abgebaut. Hemmstoffe dieses Enzymsystems (z. B. Cimetidin) oder Grapefruit führen zu einem verlangsamten Abbau von Diazepam, verbunden mit dessen verlängerter oder verstärkter Wirkung. Weiterhin verstärkt Diazepam die Wirkung anderer Muskelrelaxantien sowie die Wirkung von Lachgas und Analgetika. Die Anwendung von Diazepam und Omeprazol, Cimetidin, Ketoconazol, Fluvoxamin, Fluoxetin sollte vermieden werden, da diese Substanzen den Abbau von Diazepam verlangsamen.
Bei der Kombination von Diazepam mit anderen zentral wirkenden Substanzen wie Alkohol, Neuroleptika, Anxiolytika/Sedativa, Antidepressiva, Hypnotika, Antikonvulsiva, Narkoanalgetika, Anästhetika und sedierenden Antihistaminika ist zu berücksichtigen, dass ihre Wirkungen sich gegenseitig verstärken können. In der DDR wurde Faustan (Diazepam) zusammen mit Alkohol oft als Rauschmittel verwendet.

### Unerwünschte Wirkungen
Diazepam führt zu einer Reduktion des Skelettmuskeltonus und zur Schläfrigkeit und beeinträchtigt dadurch das Reaktionsvermögen auf längere Zeit.
Entzugserscheinungen können sein: Angstzustände, Halluzinationen, Krampfanfälle, Psychosen, Überempfindlichkeit gegenüber Geräuschen und Licht, optische Wahrnehmungsverzerrung, übermäßiges Gefühlserleben. Einen detaillierten Überblick geben Studien.
Mögliche Nebenwirkungen bei Diazepam sind:

Müdigkeit, starke Tagessedierung, Benommenheit, Schläfrigkeit, Mattigkeit, Schwindelgefühl, Kopfschmerzen, Ataxie, verlängerte Reaktionszeit, Verwirrtheit, anterograde Amnesie. Überhangeffekte (Konzentrationsstörungen, Restmüdigkeit), Beeinträchtigung der Reaktionsfähigkeit.
Bei hohen Dosen und besonders bei Langzeitbehandlung mit Diazepam:

Artikulationsstörungen, Bewegungsunsicherheit und Gangunsicherheit mit erhöhter Sturzhäufigkeit, Doppelbilder, Nystagmus, Erregungszustände, Angst (Wirkungsumkehr), vermehrte Muskelkrämpfe, Einschlafstörungen und Durchschlafstörungen, Wutanfälle, Halluzinationen, Suizidalität. Derealisations- und Depersonalisationserleben sowie Gefühlskälte und Kritikschwäche sind typisch für eine Langzeitanwendung mit Diazepam.
Erscheinungen bei einer Abhängigkeitsanamnese:

Persönlichkeitswandel: Gleichgültigkeit, Antriebsverlust, dysphorische Verstimmung,
gleichgültige bis euphorische Grundstimmung (inhaltsloses Glücksgefühl),
fehlende Belastungs- und Konfliktfähigkeit,
fehlende Vorausplanung („in den Tag hineinleben“),
Einschränkung der Aufmerksamkeit, Konzentrationsstörung,
allgemeine seelisch-körperliche (psychomotorische) Verlangsamung,
Reaktionszeitverlangsamung mit potentiell gefährlichen Folgen im Verkehr, Beruf und Haushalt,
Vergesslichkeit (Erinnerungslücken): Gedächtniseinbußen hinsichtlich der Aufnahme neuer Informationen in den Langzeitspeicher, nicht dagegen hinsichtlich der Erinnerungsfähigkeit an früher (vor dem Missbrauch) gelernter Inhalte,
hirnorganisches Psychosyndrom bzw. arzneimittelbedingte Demenz bei älteren Personen, deren Stoffwechsel langwirkende Benzodiazepine und ihre aktiven Zwischenprodukte nur sehr langsam abbauen kann,
mangelnde Belastbarkeit mit Leistungsabfall,
dysphorisch-depressive Verstimmung, wechselnde Verstimmungszustände,
gemütsmäßiger Kontrollverlust mit Reizbarkeit und aggressiven Durchbrüchen, manchmal regelrecht feindseliges Verhalten,
innere Unruhe, Nervosität, Fahrigkeit,
unerklärliche und unbestimmte Angstzustände: Tranquilizer verstärken langfristig die ursprünglich vorhandene Angst (nach spätestens vier Monaten bleiben angst-dämpfende Effekte überhaupt aus),
zunehmende Furchtbereitschaft (vor Situationen, Personen, Dingen),
Flucht vor der Realität (Vermeidungsverhalten),
gelegentlich Orientierungsstörung (örtlich, zeitlich, zur eigenen Person, im Extremfall Verwirrtheitszustände),
unerklärliche Bewusstseinstrübungen, delirähnliche Zustände, wahnhafte Reaktionen mit Trugwahrnehmung.
Es ist bekannt, dass es bei Verwendung von Diazepam zu paradoxen Reaktionen wie Ruhelosigkeit, Agitation, Reizbarkeit, Aggressivität, Wahnvorstellungen, Wutausbrüchen, Albträumen, Halluzinationen, Psychosen, auffälligem Verhalten und anderen Verhaltensstörungen kommen kann. Beim Absetzen von Diazepam können Rebound-Symptome auftreten, d. h. die ursprünglichen Symptome, die zur Behandlung mit Diazepam führten, können verstärkt auftreten.
Bei Überdosierung können Schwindelgefühle und kurzzeitige Amnesie auftreten sowie starke Koordinationsstörungen und Lispeln.
Dazu kann Diazepam in hoher Überdosierung eine Atemdepression bis hin zum Atemstillstand hervorrufen. Dabei kommt es unter anderem zum Blutdruckabfall bis hin zum Herzkreislaufstillstand. Als Antidot (Gegengift) bei Vergiftungen mit Benzodiazepinen kann der spezifische Antagonist Flumazenil verwendet werden.
Die Halbwertszeit beträgt zwischen 48 und 72 Stunden, d. h., nach dieser Zeit wirkt noch die Hälfte der ursprünglichen Dosis im Körper. Bei wiederholter Einnahme an mehreren darauffolgenden Tagen kommt es zu einer Anreicherung der Substanz im Körper.

## Pharmakologische Eigenschaften
Diazepam wirkt anxiolytisch (angstlösend), antikonvulsiv (antiepileptisch), muskelrelaxierend (muskelentspannend) und sedierend (beruhigend).

### Wirkungsmechanismus
Diazepam wirkt als allosterischer Modulator des GABAA-Rezeptors und verstärkt die inhibitorische Wirkung des Neurotransmitters γ-Aminobuttersäure (GABA). Dabei bindet Diazepam als Agonist an die Benzodiazepinbindungsstelle dieses Rezeptors (ein Chlorid-Ionenkanal) und bewirkt so seine konformationelle Änderung; diese erhöht die Rezeptor-Empfindlichkeit gegenüber GABA. Eine verstärkte GABA-Aktivität resultiert in einer erhöhten Öffnungsrate am Chloridkanal und damit in einem verstärkten Einstrom von Chloridionen in die Zelle. Die Erhöhung der intrazellulären Chloridkonzentration führt durch Hyperpolarisation zu einer verminderten Erregbarkeit der Zelle.

### Pharmakokinetik
Diazepam wird nach oraler Einnahme fast vollständig resorbiert. 
Die Verstoffwechslung umfasst vorwiegend die Schritte N-Demethylierung und Hydroxylierung und liefert die aktiven Abbaustoffe Desmethyldiazepam (Nordazepam), Temazepam und Oxazepam.
Diazepam hat eine lange Halbwertszeit (20 bis 56 Stunden, der Metabolit Nordazepam bis 96 Stunden). Es zeigt wegen der hohen Lipidlöslichkeit und der daher guten Passage der Blut-Hirn-Schranke einen raschen Wirkungseintritt (15–30 min nach IV-Gabe). Die tranquilisierende Wirkung des Medikaments an sich dauert wegen der langen Halbwertszeit bis zu mehreren Tagen an, die Peak-Wirkung wegen der schnellen Umverteilung aus dem Gehirn nur kurz (i. v. „Bolus“ Diazepam nur 10 bis 60 Minuten nach IV Gabe). Bei täglicher Einnahme ist mit starker Kumulation der Blutwerte über mehrere Tage auf vielfache Werte zu rechnen. Die Abbauprodukte (Nordazepam, Temazepam, Oxazepam) aus Phase-I-CYP-Metabolismus (CYP2C19, CYP3A4) sind pharmakologisch aktiv (Halbwertszeit von 10 bis 96 Stunden). Der Abbau von Diazepam ist altersabhängig. Die Halbwertszeit beträgt bei Erwachsenen mittleren Alters etwa 30 Stunden, während sie bei 60- bis 90-Jährigen um die 81 Stunden liegt. Aufgrund der CYP-Metabolismen ist mit Interaktionen mit Inhibitoren und Induktoren zu rechnen.

## Synthese
Diazepam ist ein N-methyliertes Benzodiazepin und durch eine Lactamstruktur gekennzeichnet. Diazepam wurde Mitte der 1950er Jahre erstmals durch Leo Sternbach ausgehend von Chlordiazepoxid synthetisiert. Alternativ dazu veröffentlichte Sternbach einen Syntheseweg ausgehend von p-Chloranilin über 2-Amino-5-chlorbenzophenon und Glycinethylesterhydrochlorid.

Synthese von Diazepam nach Sternbach: p-Chloranilin 1 reagiert mit Benzoylchlorid zu 2-Amino-5-chlorbenzophenon 2. Dies wird mit Hydroxylamin zum Oxim 3 kondensiert. Zur Isomerisierung des Oxims in die thermodynamisch stabilere Form 4 wird Ameisensäure verwendet. Nach Umsetzung von 4 mit Chloressigsäurechlorid zu 5 und Ringschluss zum Siebener-Ring im Alkalischen wird 6 erhalten. Die nachfolgende N-Methylierung mit Dimethylsulfat erfolgt nur am sekundären Amin, da das Aminoxid als Schutzgruppe für das andere Amin dient. Die Reduktion des N-Oxids liefert das Endprodukt 8.

## Entwicklung und Vermarktung
Nachdem Diazepam von Sternbach entwickelt wurde, wurde es erstmals 1963 von der Firma F. Hoffmann-La Roche unter dem Handelsnamen Valium auf den Markt gebracht. Nach Chlordiazepoxid (Librium) 1960 war es das zweite Benzodiazepin. In Deutschland war Diazepam noch 2005 das am häufigsten verordnete Benzodiazepin.

## Natürliches Vorkommen
Diazepam wird (neben Temazepam) in geringen Mengen in Kartoffelkraut gebildet. Die Mengen (60–450 ng/g) sind jedoch zu gering, um pharmakologisch bedeutsam zu sein. Eine weitere Publikation weist ebenfalls auf natürliches Vorkommen hin.

## Handelsnamen
Faustan (ehemals DDR), Gewacalm (A), Paceum (CH), Valium (CH, USA), Psychopax (A, CH), Relanium (PL), Stesolid (Rektaltuben) (D, A, CH), Zulassung für „Valiquid“ und das Originalpräparat „Valium“ in D 2015 erloschen. In D sind nur noch diazepamhaltige Generika erhältlich.